# Austroagrion watsoni
Austroagrion watsoni – gatunek ważki z rodziny łątkowatych (Coenagrionidae).